# Arnold Brobeck
Arnold Brobeck, född 29 augusti 1886 i Lilla Edet, död 11 maj 1941 i Gävle, var en svensk uppfinnare.
Brobeck utexaminerades från Chalmers tekniska läroanstalt 1909, blev driftsingenjör 1911 och överingenjör vid cellulosafabrikerna i Karskär 1918. Han var en av Sveriges ledande cellulosatekniker och gjorde ett flertal betydelsefulla uppfinningar till exempel för ångkraftens utnyttjande, industningen av sulfitlut och den direkta framställningen av etylalkohol ur trä. Brobecks mest kända uppfinning avseende cirkulationskokning vid cellulosatillverkning belönades med Ingenjörsvetenskapsakademins lilla guldmedalj. Brobeck var även en framstående skytt, vann bland annat riksmästerskapen i Linköping 1926 och var under en följd av år ledamot av Skytteförbundets överstyrelse.